# Finntjärnen, Hälsingland
Finntjärnen är en sjö i Hudiksvalls kommun i Hälsingland och ingår i Delångersåns huvudavrinningsområde.